# 葉爾萬德·阿布拉哈米安
葉爾萬德·阿布拉哈米安（英語：Ervand Abrahamian，波斯語：‎，1940年—）伊朗裔美国中东历史学家，毕业于哥伦比亚大学，纽约市立大学柏鲁克分校教授，是杰出的现代伊朗历史学家。